# Milva
Milva, valódi nevén: Maria Ilva Biolcati (Goro, 1939. július 17. – Milánó, 2021. április 24.) olasz énekesnő, színpadi és filmszínésznő és televíziós személyiség. Jellegzetes hajszíne miatt La Rossa néven szeretik emlegetni. A szín célzás politikai vonzalmaira is.

## Pályafutása
Az 1960-as évek egyik legnépszerűbb olasz énekesnője volt. Egyaránt népszerű volt Olaszországban és külföldön is, zenei és színházi előadásokban játszott világszerte. Számos albumot kiadott Franciaországban, Japánban, Koreában, Görögországban, Spanyolországban és Dél-Amerikában.
Halála
2009 óta neurodegeneratív betegségben szenved, Milva 2021. április 23 -án, 81 éves korában, milánói Serbelloni otthonában halt meg. Pihenés a Blevio temetőben, a Comói -tónál.

## Lemezei

### Stúdióalbumok
- 1961: 14 successi di Milva (Cetra, LPB 35014)
- 1962: Milva canta per voi (Cetra, LPB 35018)
- 1963: Da Il Cantatutto con Milva e Villa (Cetra, LPB 35019)
- 1963: Le canzoni del Tabarin:  Canzoni da cortile (Cetra, LPB 35023)
- 1965: Canti della libertà (Cetra, LPB 35027)
- 1966: Milva (Cetra, LPB 35030)
- 1967: Milva (Ricordi, MRL 6057)
- 1968: Tango (Ricordi, SMRL 6058)
- 1969: Un sorriso (Ricordi, SMRL 6066)
- 1970: Canzoni di Edith Piaf (Ricordi, SMRL 6071)
- 1970: Ritratto di Milva (Ricordi SMRL 6073)
- 1971: Milva canta Brecht (Ricordi SMRL 6080)
- 1972: La filanda e altre storie (Ricordi SMRL 6093)
- 1972: Dedicato a Milva da Ennio Morricone (Ricordi SMRL 6098)
- 1973: Sognavo, amore mio:  con Francis Lai (Ricordi SMRL 6100)
- 1974: Sono matta da legare (Ricordi SMRL 6135)
- 1975: Libertà (Ricordi SMRL 6172)
- 1977: Milva (Ricordi SMRL 6207)
- 1979: La mia età (Ricordi SMRL 6249)
- 1980: La Rossa (Ricordi SMRL 6265)
- 1982: Milva e dintorni (Ricordi SMRL 6286)
- 1983: Identikit (Ricordi SMRL 6307)
- 1985: Corpo a corpo (Ricordi SMRL 6330)
- 1986: Tra due sogni (Ricordi SMRL 6362)
- 1988: Milva (Ricordi SMRL 6383)
- 1989: Uomini addosso (Ricordi SMRL 6461)
- 1994: Café Chantant (Album promozionale Lavazza non in vendita, allegato al volume Café Chantant) (Lavazza ELCD 1)
- 1997: Mia bella Napoli (Polydor – 539 071-2)
- 1998: Milva canta Thanos Mikroutsikos (Agorá – AG 167.1) (Pubblicato nel 1994 in Grecia e Giappone con il titolo Volpe D'Amore:  Αλεπού Της Αγάπης)
- 1999: I love Japan:  Milva ha incontrato Shinji (Pubblicato nel 1996 in Giappone e nel 1999 in Germania con il titolo Fammi Luce:  Milva Ha Incontrato Shinji) (GO! Music – GO! 0599-2)
- 2000: Hotel Astor (Aura Music ETN 002):  TangoSeis Special Guest Milva (Distribuito anche come Hommage a Astor Piazzolla)
- 2001: Artisti (Bmg 74321 76550 2)
- 2004: Sono nata il 21 a primavera:  Milva canta Merini (Edel, NAR International, Documents 10904-2)
- 2007: In territorio nemico (NAR International NAR 10107 2)
- 2010: Non conosco nessun Patrizio (Universal Music 0602527485010)

## Filmjei
- Canzoni a tempo di twist, R.: Stefano Canzio (1962)
- La bellezza di Ippolita (Ippolita szépsége), R.: Giancarlo Zagni (1962)
- Appuntamento in Riviera, R.: Mario Mattoli (1962)
- D'amore si muore, R.: Carlo Carunchio (1972)
- Via degli specchi, R.: Giovanna Gagliardo (1982)
- Mon beau-frère a tué ma soeur, R.: Jacques Rouffio (1986)
- Wherever You Are... (Bármerre jársz), R.: Krzysztof Zanussi (1988)
- Prisonnières (Nők a börtönben), R.: Charlotte Silvera (1988)
- Amaurose, R.: Dieter Funk (1991)
- Celluloide, R.: Carlo Lizzani (1995)